# Kerntechnische Gesellschaft
Die Kerntechnische Gesellschaft e. V. (KTG) ist eine gemeinnützige, technisch-wissenschaftliche Vereinigung und setzt sich aus Wissenschaftlern, Ingenieuren und Technikern zusammen, die sich dafür einsetzen, den Fortschritt von Wissenschaft und Technik auf dem Gebiet der friedlichen Nutzung der Kerntechnik, der Kernenergie und verwandter Disziplinen zu fördern. Zweck der KTG ist die Förderung der Wissenschaft und Forschung sowie der Bildung u. a. durch die Forschung und die Informationen zu wissenschaftlichen, technischen und energiewirtschaftlichen Fragestellungen auf dem Gebiet der friedlichen Nutzung der Kerntechnik und verwandter Disziplinen, die berufliche Weiterbildung der Mitglieder und die Fortbildung wissenschaftlichen und technischen Nachwuchses im Bereich der friedlichen Nutzung der Kerntechnik, den wissenschaftlichen und technischen Erfahrungs- und Informationsaustausch unter den verschiedenen Disziplinen und Einrichtungen.

## Geschichte
Die KTG wurde am 14. April 1969 in Frankfurt/Main gegründet. Sitz der Geschäftsstelle war bis 2003 Bonn und ist seitdem Berlin.

## Organisation
Die KTG gliedert sich in zehn bundesweit aktive Fachgruppen und fünf Regionalverbände („Sektionen“). Zusätzlich gibt es die Sektion „Junge Generation“.

### Vorsitzende
- 1969–1973: Wolf Häfele
- 1973–1976: Karl Heinz Beckurts
- 1976–1981: Hans Wolfgang Levi
- 1981–1985: Hans-Henning Hennies
- 1985–1989: Claus Berke
- 1989–1993: Walter Weinländer
- 1993–0000: Manfred Popp
- 1993–2000: Jürgen Knorr
- 2000–2003: Wolf-Dieter Krebs
- 2003–2006: Ralf Güldner
- 2006–2009: Peter Fritz
- 2009–2011: Helmut Bläsig
- 2011–2016: Astrid Petersen
- seit 2016: Frank Apel

### Ehrenmitglieder
- 1987: Rudolf Schulten
- 2010: Helmut Alt
- 2012: Alfred Voß

## Aktivitäten
Seit 1980 veranstaltet die KTG jährlich im Mai gemeinsam mit dem Deutschen Atomforum (DAtF) von dem sie finanziell unterstützt wird, an wechselnden Standorten in Deutschland die Jahrestagung Kerntechnik. Die Federführung für die technisch-wissenschaftlichen Inhalte der Tagung liegt bei der KTG, die den Tagungsleiter und den Vorsitzenden des von beiden Vereinigungen gemeinsam besetzten Programmausschusses bestellt.
Im Juli 2011 organisierte die KTG eine kleine Demonstration von Befürwortern der Kernenergie, bei der gegen einen übereilten Atomausstieg protestiert wurde.

## Verbindungen zu anderen Fachorganisationen
Die KTG ist Mitglied im Deutschen Verband technisch-wissenschaftlicher Vereine (DVT) und Gründungsmitglied der Europäischen Nukleargesellschaft European Nuclear Society (ENS).

## Kontroversen
Es bestehen ggf. Interessenskonflikte zwischen der KTG und dem Verein „Bürger für Technik“ (BfT), welcher Interessen der Energiewirtschaft als Bürgerinitiative vertritt.

## Veröffentlichungen
Das offizielle Fach- und Mitteilungsblatt der KTG ist die internationale Fachzeitschrift atw – International Journal for Nuclear Power.